# Gioco Calcio
Gioco Calcio è stata una piattaforma televisiva italiana.

## Storia
Presentato il 26 agosto 2003, era un consorzio nato per tutelare gli interessi economici delle cosiddette provinciali, ovvero quei club italiani di seconda fascia rimasti senza contratto televisivo: nella stagione calcistica 2003-2004 Gioco Calcio ha prodotto e trasmesso le partite casalinghe di Ancona, Brescia, Chievo, Empoli, Modena e Perugia per la Serie A, e AlbinoLeffe, Avellino, Piacenza, Venezia (di cui è stato anche sponsor di maglia), Verona e Vicenza per la Serie B.
Tuttavia la concorrenza di Sky Italia, titolare dei restanti e più importanti diritti TV del calcio italiano, era dura da sostenere, sicché Gioco Calcio ha immediatamente incontrato problemi di carattere finanziario che l'hanno portata alla chiusura dopo un solo anno di attività (di cui un mese effettivo), lasciandosi alle spalle alcuni strascichi giudiziari. Presieduta prima da Enrico Preziosi e poi da Antonio Matarrese, Gioco Calcio utilizzava le codifiche NDS e Seca 2.